# مذكرات المريض
مذكرات المريض هي أداة تستخدم أثناء التجارب السريرية أو علاج المرض لتقييم حالة المريض (على سبيل المثال شدة الأعراض، ونوعية الحياة) أو لقياس مدى الالتزام بالعلاج. تسجل مذكرات المريض الإلكترونية البيانات في جهاز تخزين وتسمح بمراقبة وقت الإدخال تلقائيًا.
يساعد التسجيل المتكرر للأعراض باستخدام المذكرات في تقليل انحياز الاستدعاء. تضمن المذكرات الإلكترونية إجراء الإدخالات كما هو مقرر، وليس على سبيل المثال دفعة واحدة قبل زيارة العيادة مباشرة.
تعتبر مذكرات المريض أيضًا وسيلة لمعرفة ما إذا كان المريض يتناول الدواء وفقًا لجدول العلاج، وهي مشكلة مهمة أثناء التجارب السريرية وعلاج الأمراض التنكسية ذات الأعراض القليلة نسبيًا.